# Peter Cramer
Peter Cramer (Koppenhága, 1726. augusztus 24. – Koppenhága, 1782. július 17.) dán festő, aki színházi díszletekre és dekorációs munkákra specializálódott.

## Életpályája
Peter Cramer valószínűleg autodidakta volt. Az 1740-es években a Dán Királyi Tudományos és Irodalmi Akadémia megbízásából Frederic Louis Nordennek készített néhány rajzot a Voyage d’Egypte et de Nubie korai változataihoz. 
Ennek alapján 1754-ben a Dán Királyi Képzőművészeti Akadémiára ajánlották utazási ösztöndíjra, amely lehetővé tehette volna számára, hogy "kiváló történelemfestővé váljon". Az Akadémia kötelező eljárásai alapján 1756-ban meg kellett küzdenie az utazási ösztöndíj eléréséhez szükséges aranyéremért. Nem sikerült elsőként bejutnia, és így utazási tervei sem valósultak meg.
Az 1750-es évek közepén kezdett díszleteket festeni, amikor egy barátjának, Niels Krog Bredalnak készített jeleneteket. 1762-re jelenetfestő lett, amelyet haláláig gyakorolt. 1773 után évente 500 rigsdalert csinált, főként az Akadémiától kapott támogatásnak köszönhetően.
Színházi munkája mellett David Teniersre és Adriaen Brouwerre emlékeztető zsánerjeleneteket készített, és az elsők között merített ihletet a dán parasztságból. Peter Cramer munkájával is tudott játékos lenni, ezzel kapcsolatos, hogy Caspar Frederik Harsdorff nővére őrzött egy festmény két halásznőről, akiket Cramer teljesen az ujjaival készített.
1777-ben az Akadémián "agré [da]" (egyfajta tagjelölt) lett, majd a következő évben elküldött két sikeresen kiállított művet, melyek által taggá lett, és Vigilius Eriksen portréját is megfestette. Ez a megtiszteltetés azonban rövid életű volt. Alkoholfüggővé vált, és 1782-ben, ötvenhat évesen a függőség hatásai által meghalt.
Egyes források szerint soha nem nősült meg; mások szerint 1769-ben Asminderødban feleségül vette Anna Margrete Larsdattert, és a következő évben fia is született.